# Jeremy Márquez
Ángel Jeremy Márquez Castañeda (Guadalajara, Jalisco, 21 de junio del 2000) es un futbolista mexicano que se desempeña como centrocampista en el Cruz Azul de la Primera División de México.

## Trayectoria

### Atlas Fútbol Club
Criado en el sector juvenil del Atlas Fútbol Club, debutó en el primer equipo el 11 de enero de 2020 durante la victoria por 2-1 sobre el Club Deportivo Cruz Azul donde además anotó su primer gol al minuto 43, para el momentáneo 1-1.

## Estadísticas

### Clubes
Actualizado al último partido disputado el 16 de agosto de 2025.
| Club                 | Div.          | Temporada     | Liga  | Liga  | Copas nacionales | Copas nacionales | Copas internacionales | Copas internacionales | Total | Total |
| Club                 | Div.          | Temporada     | Part. | Goles | Part.            | Goles            | Part.                 | Goles                 | Part. | Goles |
| -------------------- | ------------- | ------------- | ----- | ----- | ---------------- | ---------------- | --------------------- | --------------------- | ----- | ----- |
| Atlas F. C. · México | 1.ª           | 2019-20       | 9     | 1     | 1                | 0                | —                     | —                     | 10    | 1     |
| Atlas F. C. · México | 1.ª           | 2020-21       | 27    | 1     | —                | —                | —                     | —                     | 27    | 1     |
| Atlas F. C. · México | 1.ª           | 2021-22       | 40    | 2     | 1                | 0                | —                     | —                     | 41    | 2     |
| Atlas F. C. · México | 1.ª           | 2022-23       | 33    | 1     | —                | —                | 3                     | 0                     | 36    | 1     |
| Atlas F. C. · México | 1.ª           | 2023-24       | 29    | 2     | —                | —                | —                     | —                     | 29    | 2     |
| Atlas F. C. · México | 1.ª           | 2024-25       | 33    | 5     | —                | —                | 3                     | 0                     | 36    | 5     |
| Atlas F. C. · México | Total club    | Total club    | 171   | 12    | 2                | 0                | 6                     | 0                     | 179   | 12    |
| Cruz Azul · México   | 1.ª           | 2025-26       | 5     | 1     | —                | —                | 3                     | 0                     | 8     | 1     |
| Cruz Azul · México   | Total club    | Total club    | 5     | 1     | 0                | 0                | 3                     | 0                     | 8     | 1     |
| Total carrera        | Total carrera | Total carrera | 176   | 13    | 2                | 0                | 9                     | 0                     | 187   | 13    |

## Palmarés

### Títulos nacionales
| Título               | Club        | País   | Año     |
| -------------------- | ----------- | ------ | ------- |
| Liga MX              | Atlas F. C. | México | 2021    |
| Liga MX              | Atlas F. C. | México | 2022    |
| Campeón de Campeones | Atlas F. C. | México | 2021-22 |